# Congreve-rakéta

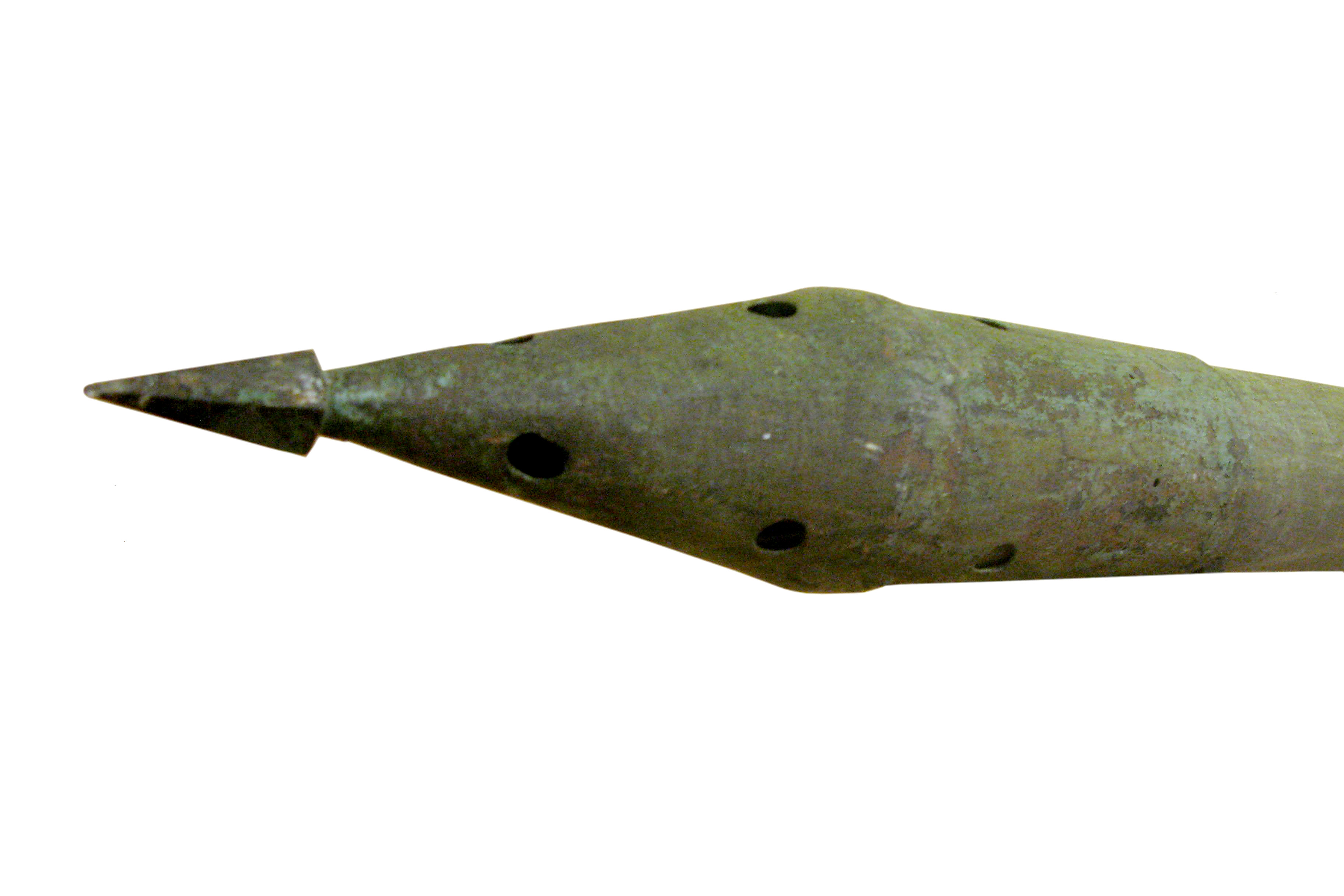
Egy Congreve-rakéta hegye a napóleoni háborúk korából

A Congreve-rakéta, történelmi szövegekben Congreve-röppentyű  (angolul: Congreve Rocket) brit katonai fegyver volt, melyet Sir William Congreve tervezett 1804-ben.
A rakéta fejlesztését a Royal Arsenal végezte a második, harmadik és negyedik maiszúri háborúk tapasztalatait alapul véve. A háborúk a Brit Kelet-indiai Társaság és a Maiszúri Királyság között zajlottak, amely során az indiaiak rakétákat használtak fegyver gyanánt. A háborúk után néhány maiszúri rakétát Angliába küldtek, majd 1801-től William Congreve elkezdte azok tanulmányozását, azután pedig az Arsenal laboratóriumában megkezdte saját rakétájának fejlesztési programját. A Royal Arsenal szilárd hajtóanyagú rakétáival először 1805-ben tartott bemutatót. A rakétákat hatékonyan használták a napóleoni háborúk és az 1812-es háború alatt.

## Tervezet

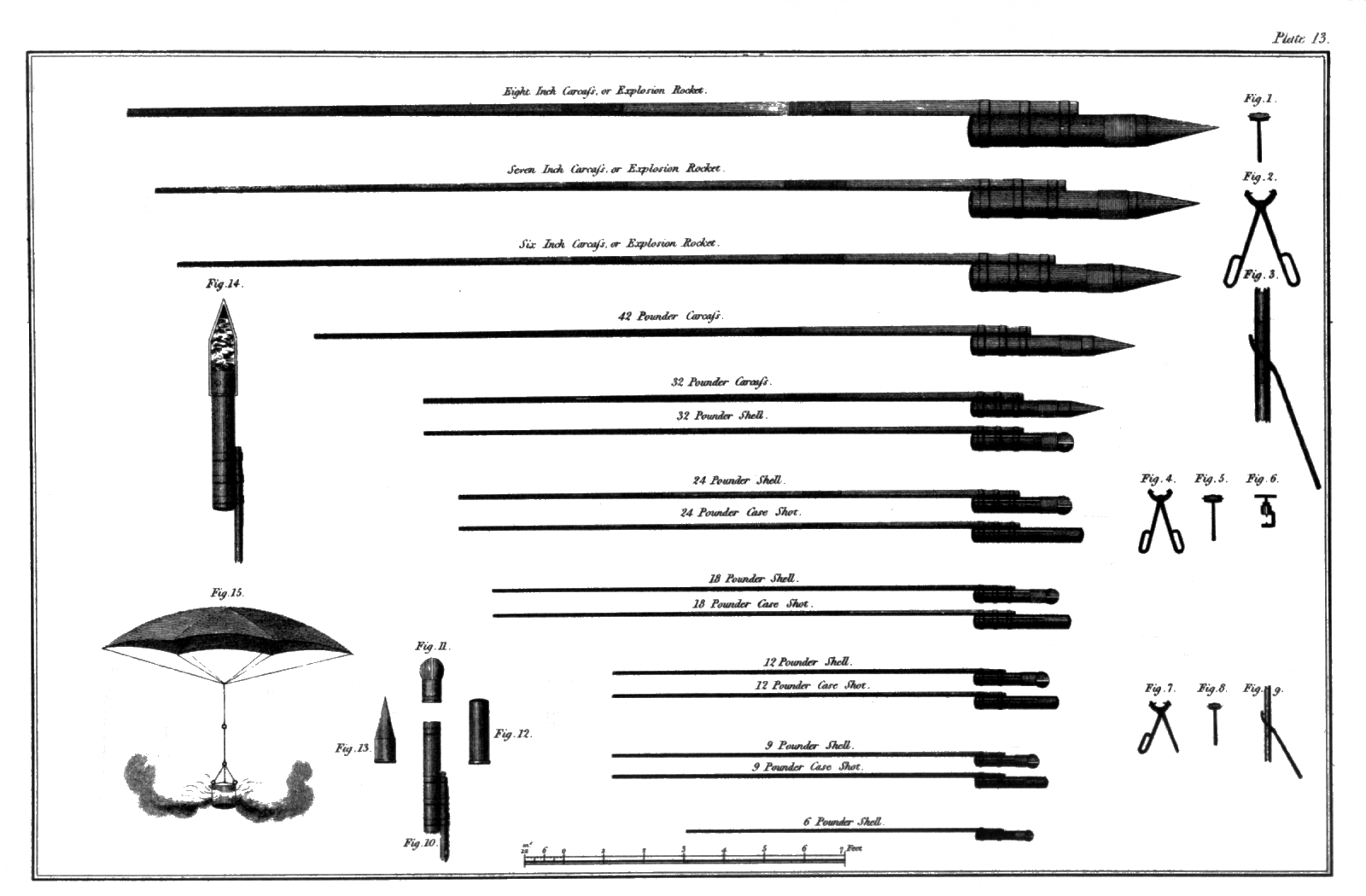
Különféle Congreve-rakéták

A rakéta fekete lőport tartalmazó vas hüvelyből és hengeres-kúpos robbanófejből állt. A robbanófejet fából készült vezetőrúdra erősítették és párokban indították egyszerű A-keretekről. Az eredeti tervezetnél a vezetőrudat a robbanófej oldalára rögzítették. Ezt 1815-ben továbbfejlesztették; azon a rakétán alaplemezt helyeztek el, rajta csavarmenetes lyukkal a rúd számára. A rakétákat két mérföldes távolságig lőhették, a lőtávolságot az indítókeret segítségével állították. Távolságtól függetlenül a rakéták igen pontatlanok voltak és hajlamosak voltak idő előtt felrobbanni. A rakéták nem csak fizikai, hanem pszichológiai fegyverek voltak és szinte kizárólag csak más tüzérségi fegyverek mellett használták. Congreve többféle méretű robbanófejet tervezett 3–24 fontos súlyok között (1,4–10,9 kg). A 24 fontos (11 kg) típus 4,6 méter hosszú vezetőrúddal volt a leggyakrabban használt változat. A robbanófejek között megtalálhatóak voltak a robbanó, srapnel és gyújtó típusok is.
A rakétákat kovás mechanizmus segítségével indították, melyet hosszú zsinór segítségével hoztak működésbe. A rakétákat egy speciális üzemben gyártották közel a Waltham Abbey Royal Gunpowder Millshez, Essexben.

## Fordítás
- Ez a szócikk részben vagy egészben  a   Congreve rocket című angol Wikipédia-szócikk ezen változatának fordításán alapul.  Az eredeti cikk szerkesztőit annak laptörténete sorolja fel. Ez a jelzés csupán a megfogalmazás eredetét és a szerzői jogokat jelzi, nem szolgál a cikkben szereplő információk forrásmegjelöléseként.